# Kamo Takeshi
Kamo Takeshi (jap. 加茂 健; * 8. Februar 1915 in Hamamatsu, Präfektur Shizuoka; † 26. März 2004, Präfektur Tokio) war ein japanischer Fußballspieler. Er ist der Bruder von Kamo Shōgo.

## Nationalmannschaft
1936 debütierte Kamo für die japanische Fußballnationalmannschaft. Kamo bestritt zwei Länderspiele. Mit der japanischen Nationalmannschaft qualifizierte er sich für die Olympischen Spiele 1936.